# Myiothlypis
Myiothlypis (лат.) — род певчих птиц семейства древесницевых. Представители рода распространены в Центральной и Южной Америке. 

## Таксономия и этимология
Род Myiothlypis был введен в 1851 году немецким орнитологом Жаном Кабанисом для единственного вида, Trichas nigrocristatus, (чернохохлый корольковый певун). Молекулярно-филогенетическое исследование семейства Parulidae, опубликованное в 2010 году, показало, что это семейство образует несколько основных клад, которые не совпадают с традиционными родами. В рамках реорганизации видов внутри семейства несколько видов из рода Basileuterus были переведены в род Myiothlypis.
Родовое название от др.-греч. μυια — «муха» и др.-греч. θλυπις — неопознанная маленькая птичка.

## Виды
В состав рода включают 18 видов:
- Myiothlypis luteoviridis (Bonaparte, 1845) — Лимонный корольковый певун
- Myiothlypis basilica (Todd, 1913) — Кустарниковый корольковый певун
- Myiothlypis leucophrys (Pelzeln, 1868) — Желтобокий корольковый певун
- Myiothlypis flaveola Baird, 1865 — Жёлтый корольковый певун
- Myiothlypis leucoblephara (Vieillot, 1817) — Белобровый корольковый певун
- Myiothlypis nigrocristata (Lafresnaye, 1840) — Чернохохлый корольковый певун
- Myiothlypis signata (Berlepsch & Stolzmann, 1906) — Бледноногий корольковый певун
- Myiothlypis fulvicauda (Spix, 1825) — Желтохвостый корольковый певун
- Myiothlypis rivularis (Wied, 1821) — Речной корольковый певун
- Myiothlypis bivittata (Lafresnaye & d'Orbigny, 1837) — Двухпоясный корольковый певун
- Myiothlypis roraimae (Sharpe, 1885)
- Myiothlypis chrysogaster (Tschudi, 1844) — Золотобрюхий корольковый певун
- Myiothlypis chlorophrys (Berlepsch, 1907)
- Myiothlypis conspicillata (Salvin & Godman, 1880) — Белоусый корольковый певун
- Myiothlypis cinereicollis (Sclater, 1864) — Серогорлый корольковый певун
- Myiothlypis fraseri (Sclater, 1884) — Серо-золотой корольковый певун
- Myiothlypis coronata (Tschudi, 1844) — Желтоголовый корольковый певун
- Myiothlypis griseiceps (Sclater & Salvin, 1868) — Серощёкий корольковый певун